# Force centrifuge
Ne doit pas être confondu avec Force centripète.
La force centrifuge ("centrum fugere", "qui éloigne du centre", en latin), nom courant de l'effet centrifuge, est une force parfois qualifiée de fictive qui apparaît en physique dans le contexte de l'étude du mouvement des objets dans des référentiels non inertiels. L'effet ressenti, modélisé par cette force, est dû à l'inertie des corps face aux mouvements de rotation de ces référentiels et se traduit par une tendance à éloigner les corps de leur centre de rotation. Un exemple en est la sensation d'éjection que ressent un voyageur dans un véhicule qui effectue un virage. 

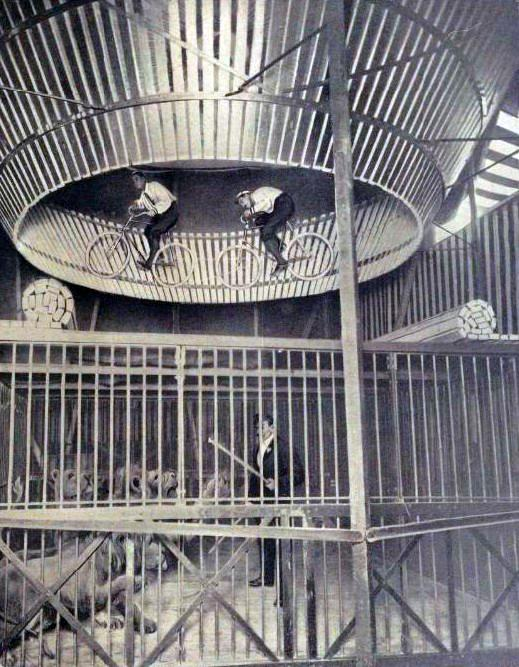
Utilisation de la force centrifuge au Cercle de la double mort, chez le dompteur Juliano lors de la fête de Neuilly-sur-Seine (juin 1903).

## Historique
L'expression de la force centrifuge (vis centrifuga, en latin) a été découverte par Christian Huygens en 1659, quelques années avant que le principe fondamental de la dynamique ne soit formulé par Isaac Newton et que la notion générale de force ne soit clairement dégagée. Les théorèmes qu'il a découverts sont publiés en 1673 en annexe de son Horologium oscillatorium. Le mémoire de 1659 ne sera publié qu'en 1703, une dizaine d'années après sa mort.
Depuis Galilée, on sait que les corps tombent en chute libre d'un mouvement uniformément accéléré. Pour Huygens, un corps exerce une traction sur un fil qui le retient lorsque ce corps a une tendance à se mouvoir dans la direction du prolongement du fil d'un mouvement uniformément accéléré. Selon lui, cette règle s'applique non seulement au corps pesant, mais également à un corps tournant circulairement au bout d'un fil autour d'un point fixe. Dans ce dernier cas, la traction qu'on exerce sur le fil s'oppose à la force centrifuge qui, si le fil se rompt, éloignera le corps de sa trajectoire circulaire pour lui faire suivre une trajectoire rectiligne tangente au cercle. Relativement au cercle, au moment où le fil se rompt, la distance entre le point qu'occupe le corps sur la tangente et le point qu'il aurait occupé sur le cercle croît d'un mouvement uniformément accéléré. La comparaison à la chute libre permet alors à Huygens de déterminer l'expression de la force centrifuge par rapport au poids. Il énonce en particulier que :
- proposition I : à vitesse angulaire constante, la force centrifuge est proportionnelle au rayon du cercle ;
- proposition II : à rayon constant, elle est proportionnelle au carré de la vitesse ;
- proposition V : la force centrifuge d'un mobile parcourant un cercle à une vitesse égale à celle acquise à l'issue d'une chute libre du quart du diamètre est égale à son poids.

En notation moderne, la proposition V énonce que, si R est le rayon de la trajectoire circulaire, et si v est la vitesse acquise à l'issue d'une chute libre d'une hauteur R/2, (soit {\displaystyle v={\sqrt {Rg}}} où g est l'accélération de la pesanteur), alors l'accélération centrifuge est égale à g soit {\displaystyle v^{2}/R}. Les propositions I et II énoncent alors que l'accélération centrifuge est {\displaystyle v^{2}/R} dans tous les cas.
L'expression force fictive apparaît chez Coriolis en 1844,.

## Expression de la force centrifuge

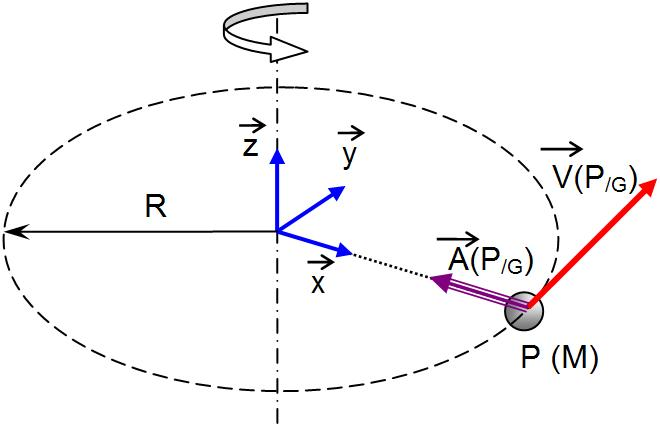
Représentation du mouvement.

Elle provient directement de la cinématique classique et des trois lois du mouvement de Newton. Son intensité est donnée par la formule :
{\displaystyle {F}_{\textrm {cen}}=m\cdot \omega ^{2}\cdot R={\frac {m\cdot v^{2}}{R}}\;.}
Ces deux relations équivalentes sont valables dans le Système international d'unités avec les notations et unités suivantes (convertir les unités si besoin) :
- {\displaystyle \scriptstyle {F}_{\textrm {cen}}} est la force centrifuge en newtons (N), avec 1 newton voisin de 0,1 kilogramme-force ;
- m est la masse, en kilogramme (kg), de l'objet considéré ;
- ω est la vitesse angulaire[7] en radians par seconde (rad/s), donc 1 tour par seconde = 6,28 rad/s et 1 tour par minute = 0,105 rad/s ;
- v est la vitesse linéaire sur la tangente à la trajectoire en mètres par seconde (m/s), 1 m/s correspond à 3,6 km/h ;
- R est la distance de l'axe de rotation au centre de gravité de l'objet, c'est-à-dire le rayon de courbure de la trajectoire en mètres (m).

La force centrifuge est représentable par le vecteur {\displaystyle {\overrightarrow {A}}(P_{/G})} qui est perpendiculaire à l'axe instantané de rotation z.

### Force et accélération centrifuge
La force centrifuge et le poids s'exerçant sur un objet de masse m sont deux forces qui sont proportionnelles à m, (selon le principe d'équivalence).
Aussi, est-il souvent plus évocateur de considérer, non pas les forces F, mais les accélérations F/m.
{\displaystyle a={\frac {{F}_{\textrm {cen}}}{m}}={\frac {v^{2}}{R}}\;.}
L'accélération a est une grandeur cinématique, dont l'unité SI est le mètre par seconde carrée, (m/s2).
On peut également  utiliser le nombre de g,  défini par le rapport entre l'accélération considérée et l'accélération de la pesanteur terrestre, laquelle est environ 9,81 m/s2.
En langage courant, le nombre de g est donc le dixième de la valeur de l'accélération exprimée en m/s2.

### Ordres de grandeurs pour des accélérations centrifuges
Selon les vitesses (linéaires ou angulaires) et les rayons de courbure R, le calcul numérique donne approximativement[réf. souhaitée] :
- 0,1 g : train TGV, 360 km/h, R = 10 km.
- 0,5 g : vélo incliné de 26° par rapport à la verticale, 36 km/h, R = 20 m.
- 1 g : hypothétique gravité artificielle dans un habitat spatial, 2 tr/min, R = 224 m.
- 3 g : graine de pois sur trieuse rotative, 366,2 tr/min, R = 2 cm
- 5 g : ressource ou virage d'un avion à hélice, 180 km/h, R = 500 m.
- 8 g : ressource ou virage d'un avion à réaction, 720 km/h, R = 500 m.
- 13 g : centrifugeuse humaine pour l'entraînement des pilotes de chasse, 0,64 tr/s, R = 8 m.
- 504 g : essorage du linge d'une machine à laver, 1 400 tr/min, R = 23 cm (diamètre du tambour = 46 cm).
- 25 000 g : centrifugeuse de laboratoire, 15 000 tr/min, R = 10,14 cm.
- 1 000 000 g : centrifugeuse pour l'enrichissement de l'uranium, 100 000 tr/min, R = 9,1 cm (hypothétique).

## Exemples

### Voiture en virage

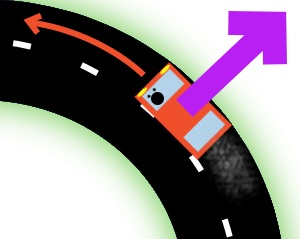
Schéma représentant l'action de la force centrifuge sur une voiture dans un virage.

Inévitable pour les systèmes en rotation, il peut constituer un désagrément pour les passagers d'un véhicule négociant un changement de direction. Ils ressentent alors la force centrifuge qui les pousse vers l'extérieur du virage. Selon le principe fondamental de la dynamique, le siège tire alors le passager vers l'intérieur, sinon celui-ci ne prendrait pas le virage avec la voiture. C'est en effet à l'inertie (faculté de tout corps matériel à s'opposer au mouvement imposé) qu'on doit cette sensation. Un objet posé sur le tableau de bord glisse vers l'extérieur de la voiture en virage, l'adhérence au tableau de bord étant alors insuffisante pour lui faire suivre le virage ; l'objet part en réalité tout droit (donc vers l'extérieur pour un observateur placé dans le véhicule). Un observateur extérieur verrait une trajectoire tangente à celle du virage pris par le véhicule, non une trajectoire radiale dans la direction de la force dite centrifuge.
On a recours à des artifices pour compenser cet effet : combinaison anti-g des pilotes d'avions de chasse, système pendulaire de certains trains, virages relevés des routes, inclinaison des véhicules à moins de quatre roues dans les virages (vélos, motos et scooters à deux roues, scooters à trois roues équipés de l'Hydraulic Tilting System).

### Essorage du linge
Le mouvement de rotation imposé au linge par le tambour d'une machine à laver induit des accélérations transmises aussi aux particules d'eau. Alors qu'elles restaient collées au repos, par capillarité sur le textile, les forces de cohésion deviennent insuffisantes lorsque l'ensemble tourne suffisamment vite. L'équilibre local n'est plus garanti et l'eau est éjectée.

### Séparation de fluides
Les éléments constituant des liquides hétérogènes, comme le sang, sont séparés selon le même principe par ultracentrifugation. Le champ de force induit par l'effet centrifuge s'apparente à un champ de pesanteur plus fort qui favorise la décantation de phases de densités différentes.
L'enrichissement de l'uranium par centrifugation gazeuse repose sur ce principe, mais est technologiquement plus compliqué. Le métal doit d'abord être transformé en hexafluorure d'uranium, dont le point triple est à 1,5 atm et à 64 °C, donc à température relativement faible. Le fluor n'a qu'un isotope naturel stable, l'hexafluorure d'uranium a donc une masse qui diffère uniquement par l'isotope de l'uranium qu'il contient. En principe, il suffit alors de les séparer à grande vitesse. En pratique, la vitesse de rotation de la machine, très élevée, fait apparaître des problèmes de balourd et de résonance.

### Régulateurs à effet centrifuge (sur anciennes machines à vapeur)
Le schéma ci-dessous reproduit le principe du régulateur de James Watt. Entraîné, via la courroie, par la machine, le rotor voit ses masselottes s'écarter. Une tringlerie commande alors une vanne. L'action sur la vanne a un effet inverse sur la puissance fournie à la machine, qui permet l'asservissement du système. Que l'on ferme la vanne trop vite ou trop lentement, le système finit par trouver un équilibre, et par conséquent un régime régulé.

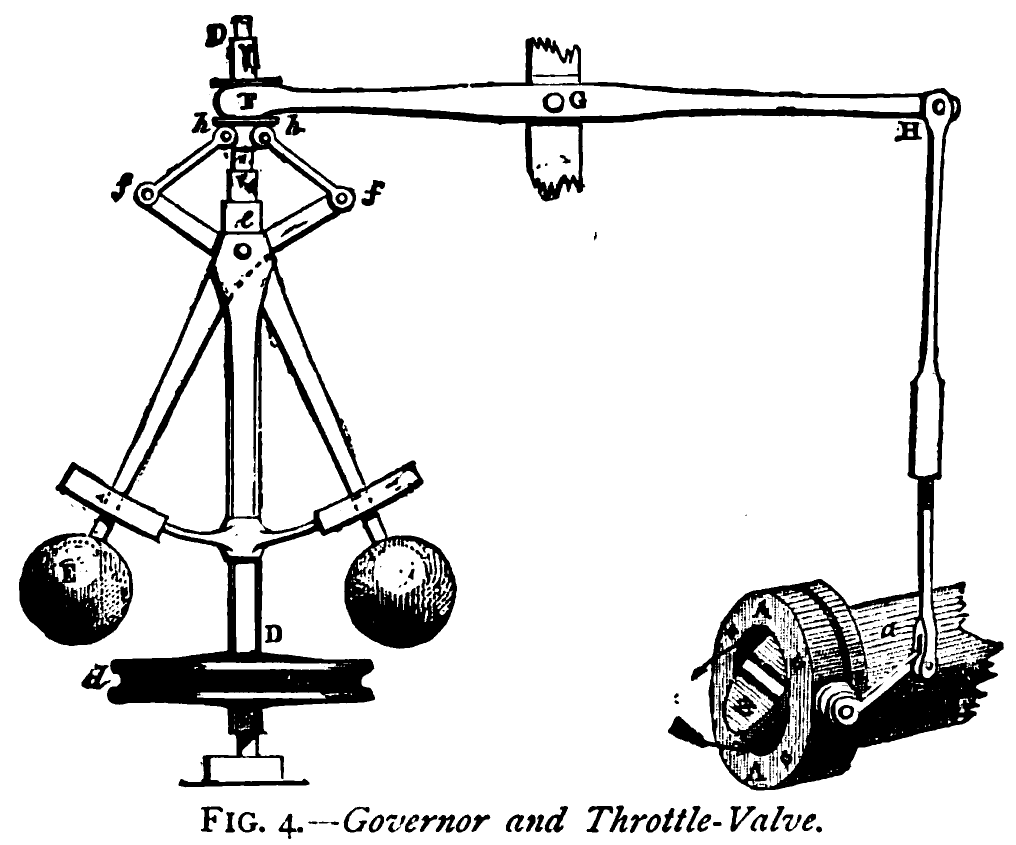
Exemple de régulateur.
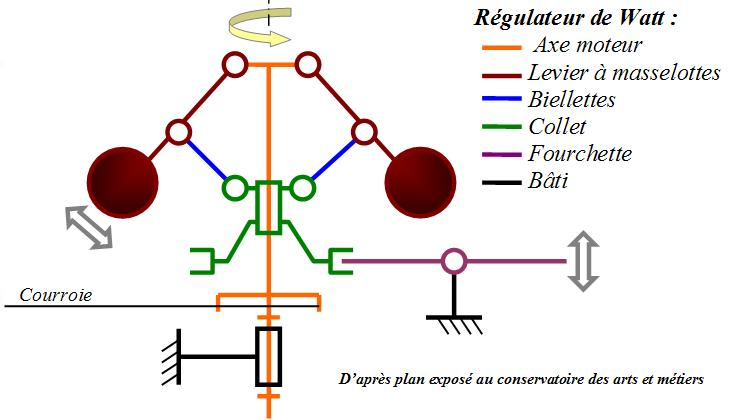
Principe d'un régulateur à effet centrifuge.

### Train pendulaire

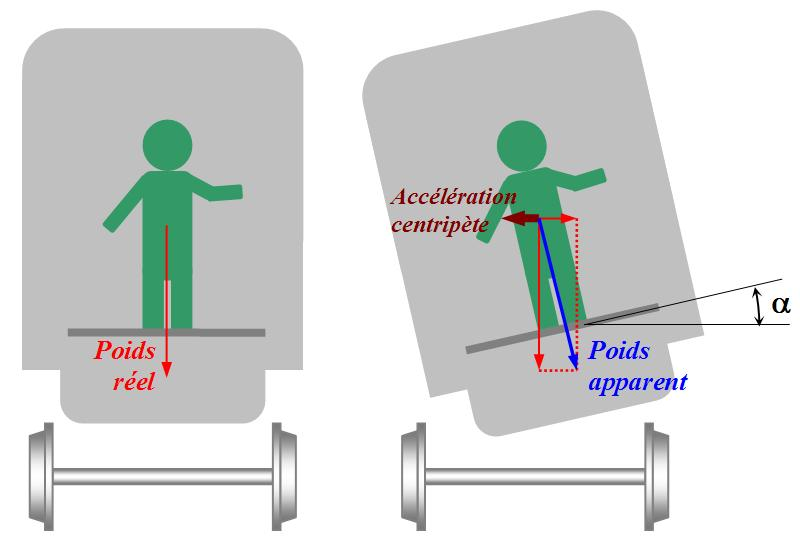
Intérêt du train pendulaire.

Les lignes de train anciennes sont parfois sinueuses, les déplacements dans les allées sont alors difficiles. Le train pendulaire exploite l'effet centrifuge pour incliner les voitures, de telle sorte que la force centrifuge s'ajoute au poids pour donner un poids apparent exactement perpendiculaire au plancher. De ce fait, les passagers ne ressentent plus les efforts de cisaillement le long du corps qui tendent à faire perdre l'équilibre.
Dans certains cas, ce système permet d'augmenter la vitesse du train, mais l'effet est alors reporté sur les voies qui doivent retenir les trains. On a alors recours aux virages relevés pour reprendre avec une meilleure incidence la force centripète appliquée aux essieux. Cela impose un passage en courbe à une vitesse précise : trop faible, le train penche vers l'intérieur ; trop forte, les passagers sont attirés vers l'extérieur.
L'inclinaison des rails est donnée par la relation suivante : alpha = ATAN (V² / (g . R))

### Poids
La Terre ne constitue pas un référentiel strictement inertiel. Par rapport au référentiel géocentrique, la Terre est animée d'un mouvement de rotation (qui produit par ailleurs l'alternance jour/nuit). Les corps sur Terre sont donc soumis à la force centrifuge ; c'est pour cette raison que les pas de tir des fusées sont situés de préférence à proximité de l'équateur, car c'est là que l'effet de « fronde » est maximal. C'est ainsi le cas du Centre spatial de Kourou (environ 5° de latitude Nord) et de cap Kennedy (environ 28° de latitude Nord).
Cette force centrifuge fait partie du poids, celui-ci ne se limite donc pas à l'attraction terrestre.

### Avion effectuant un virage en vol
Nous considérons ici que le mouvement s'effectue dans un plan (un peu comme le dessin sur la démonstration de la force centrifuge au-dessus). Le calcul reste valable si l'avion exécute un virage plus complexe (trajectoire dite « gauche »).
À partir de la formule donnée plus haut, l'accélération centrifuge (et donc la force centrifuge) est directement liée à la vitesse linéaire de l'appareil :
{\displaystyle \mathrm {F} ={\frac {m\times v^{2}}{R}}\Leftrightarrow a={\frac {v^{2}}{R}}}
puisque {\displaystyle \mathrm {F} =m\times a} d'après la loi de Newton.
En considérant un chasseur F-14, capable de voler à 2 485 km/h, ou un Mig-29, atteignant Mach 2,3 (2,3 fois la vitesse du son), il vient que leur pilote subit des accélérations de l'ordre de 8 ou 9 g (huit ou neuf fois la gravité terrestre). Les pilotes de chasse sont spécialement entraînés pour supporter ces accélérations extrêmes, notamment dans des centrifugeuses au sol. De plus, ils sont équipés d'une combinaison anti-g pour contrebalancer les effets qu'elles peuvent entraîner : voile rouge, voile gris ou voile noir.
Ces effets néfastes sont dus à des accélérations que le pilote perçoit comme positive ou négative. Le voile rouge consiste en un afflux de sang dans la tête alors que le voile noir résulte du reflux du sang vers les jambes.

### Vibreurs
Une petite masse est fixée excentrée sur l'arbre d'un micro-moteur. Entraînée à grande vitesse de rotation, l'effet centrifuge provoque un balourd sur le palier, qui fait vibrer le dispositif. Ceci est utilisé notamment :
- pour les aiguilles vibrantes, utilisées pour répartir le béton lors de la coulée (béton vibré) ;
- pour les règles vibrantes utilisées pour lisser des chapes de mortier ou de béton ;
- pour entraîner la vibration de périphériques, dans le domaine du jeu vidéo ;
- dans les téléphones portables et pagers.

### Transmission par courroie
L'effort que l'on peut transmettre par une courroie asynchrone est limité par l'adhérence entre la courroie et la poulie. Aux grandes vitesses de rotation, la force centrifuge relâche l'effort normal de la courroie sur la poulie, et donc réduit l'adhérence.